# Sopron (stad)

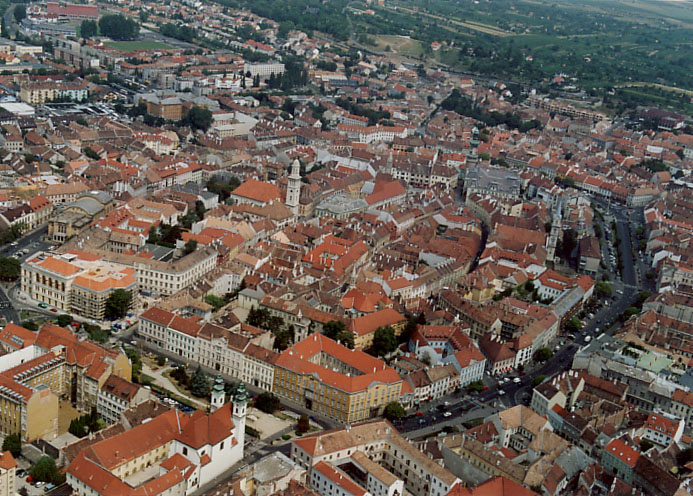
De binnenstad van Sopron vanuit de lucht

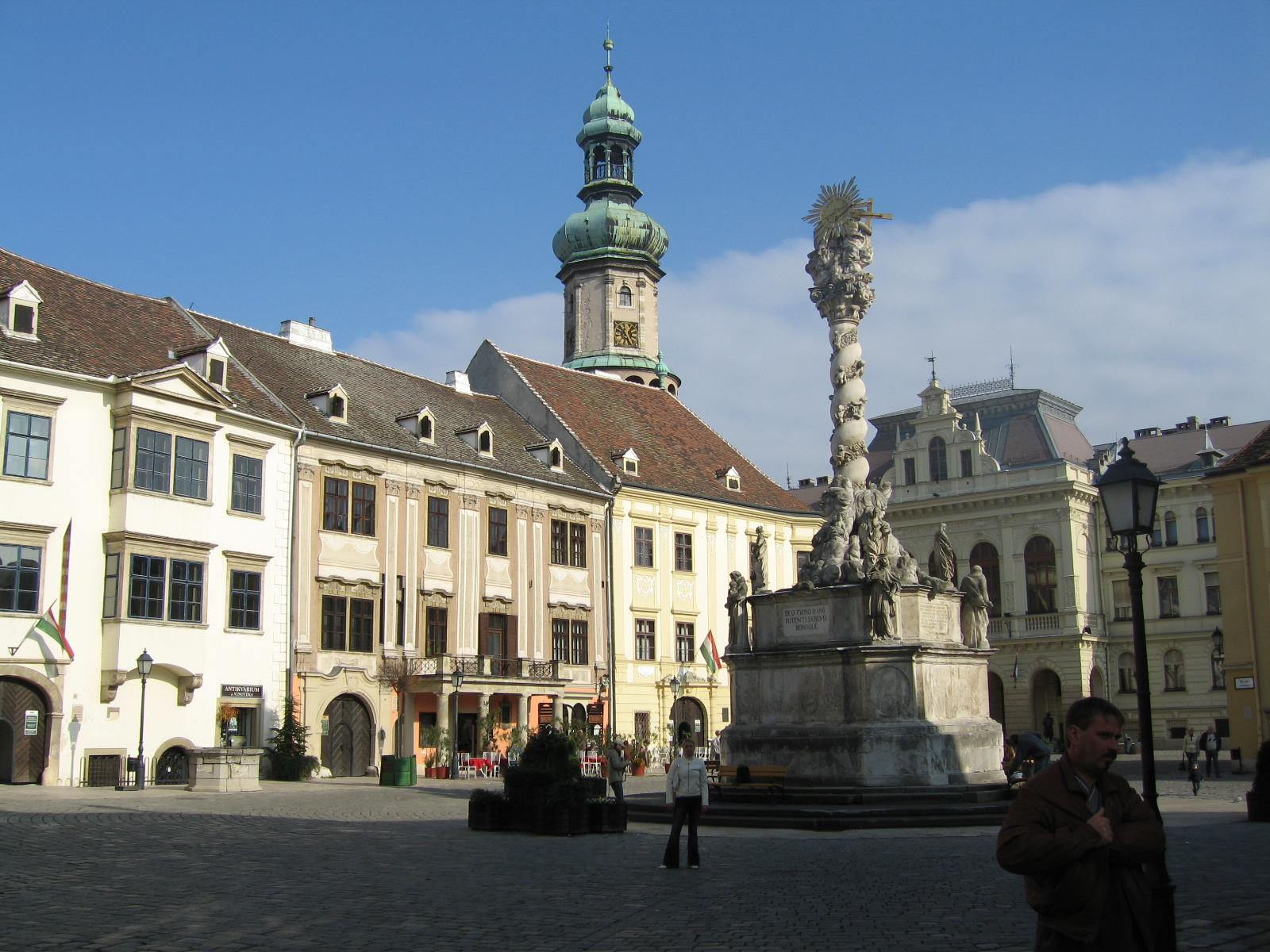
Het hoofdplein van Sopron

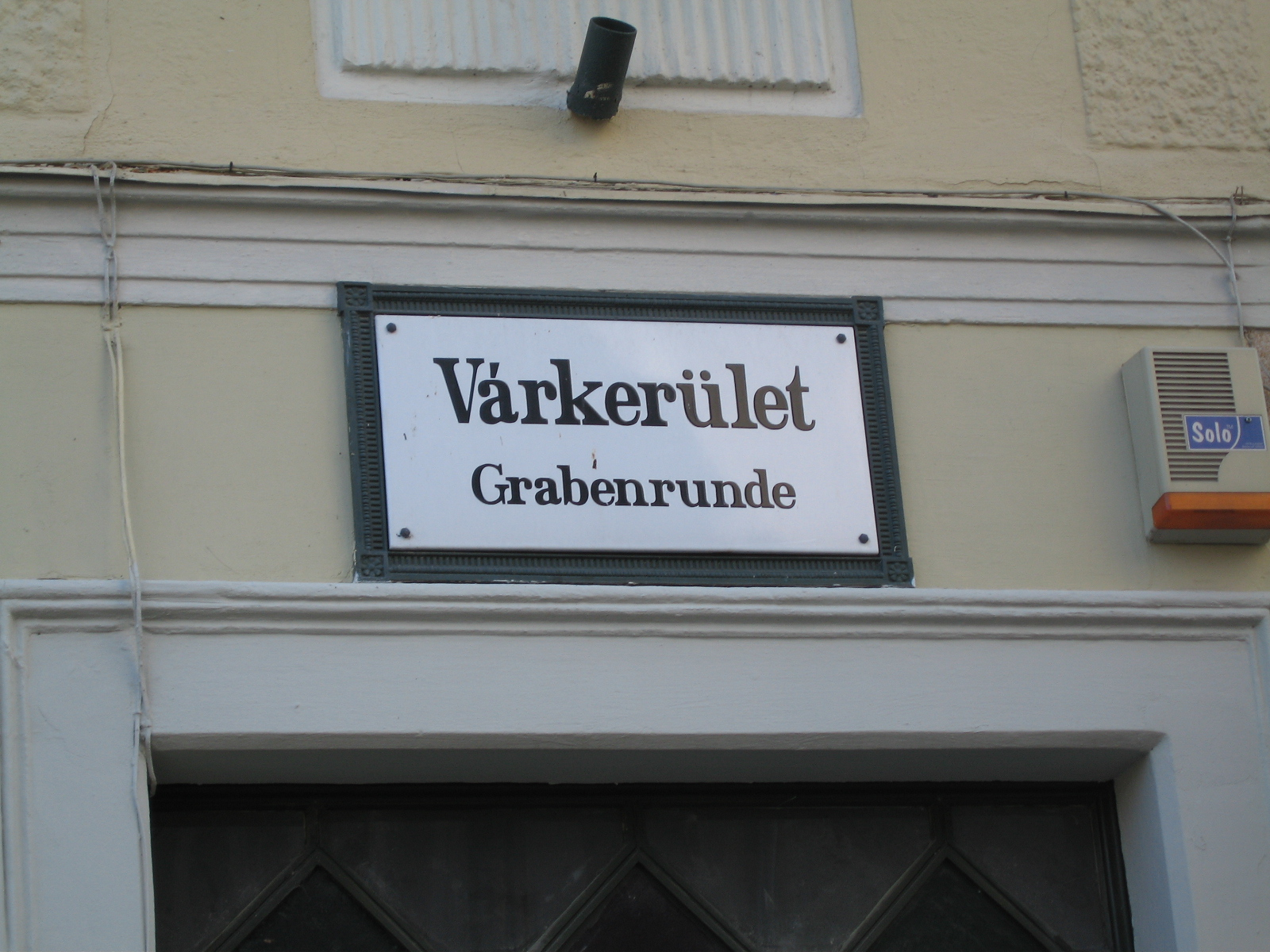
Tweetalig straatnaambord

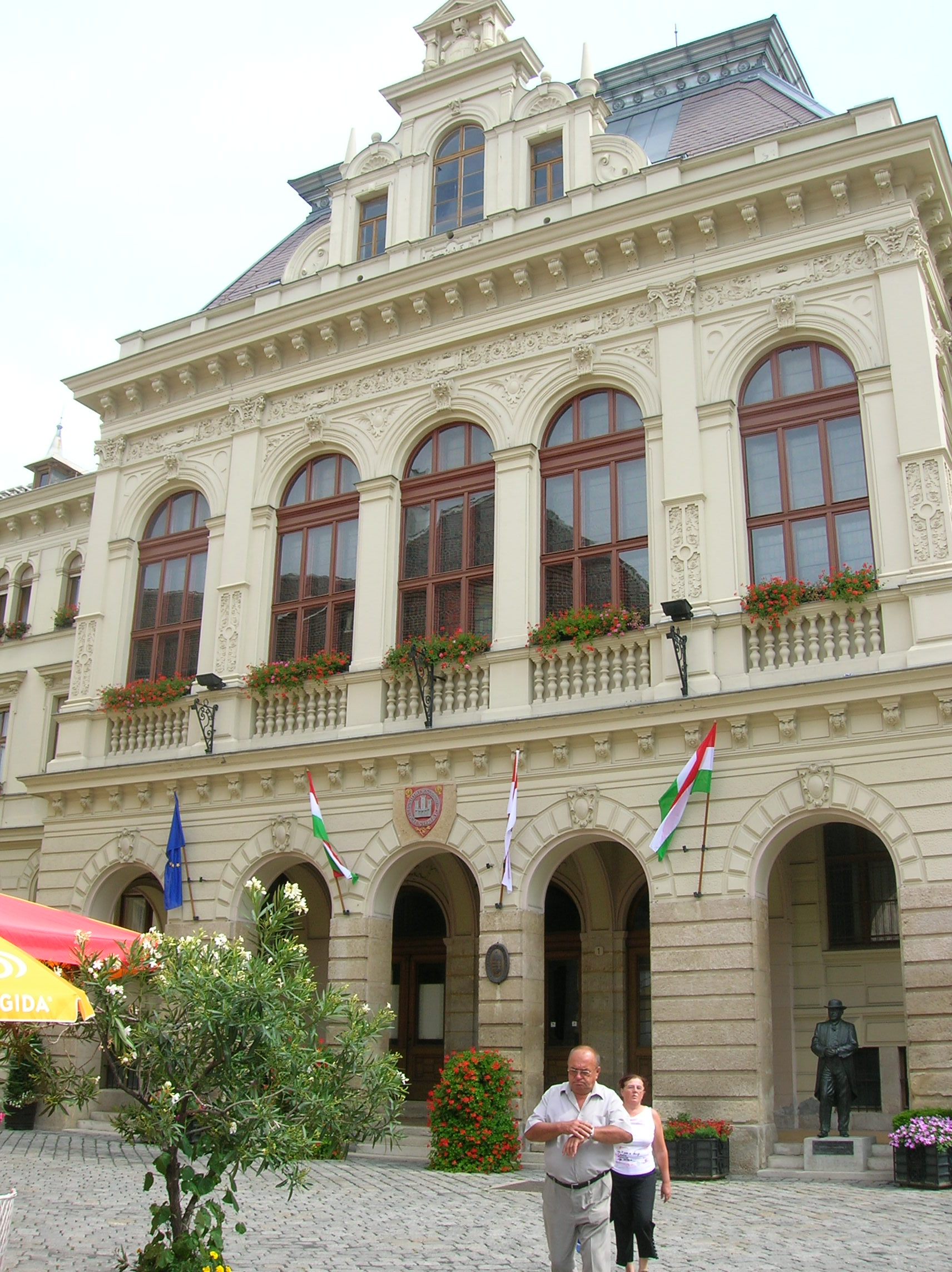
Het stadhuis van Sopron

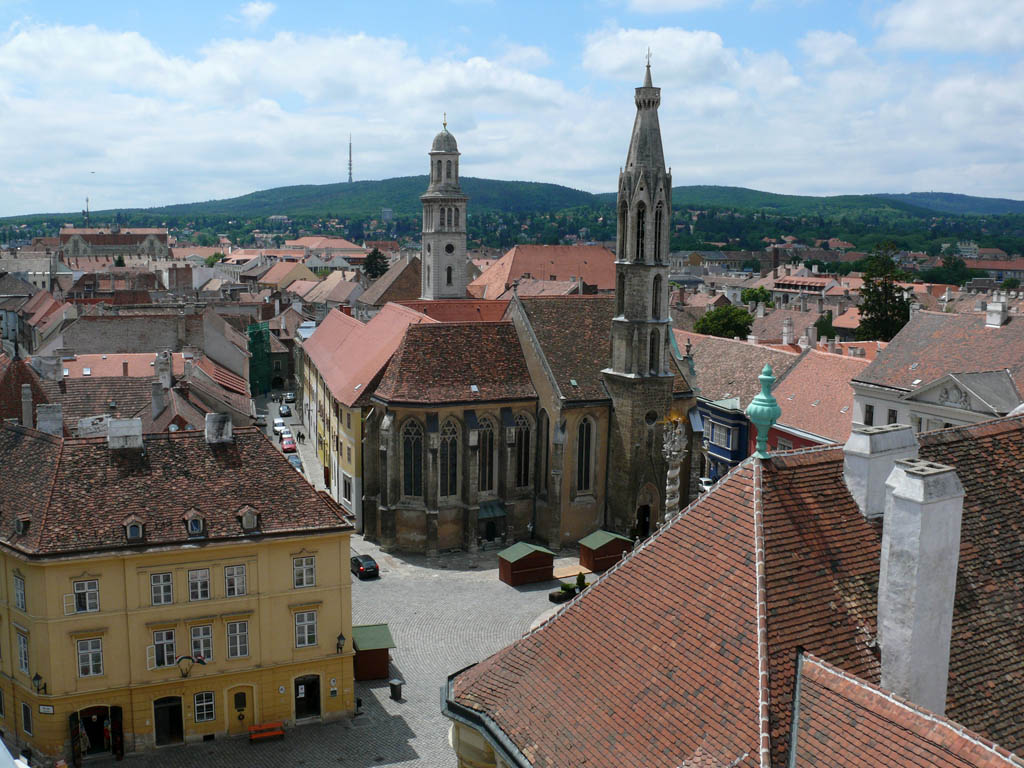
Uitzicht op Sopron

Sopron (Duits: Ödenburg, Latijn: Scarbantia) is een stad in West-Hongarije. Het is de hoofdstad van het District Sopron (Soproni járás).
De stad telt 62.271 inwoners (2019). Sopron is bekend om zijn wijnbouw en om zijn bezienswaardige barokke stadscentrum, dat het in dat opzicht tot een van de waardevolste steden van Hongarije maakt.

## Geschiedenis
De stad ligt aan de Oostenrijkse grens. Sopron zou de hoofdstad van de deelstaat Burgenland zijn geworden als het bij Oostenrijk zou worden ingedeeld. Middels een volksraadpleging, het Sopron-referendum in 1921, werd echter besloten dat de stad en haar omliggende dorpen aan Hongarije toe zouden komen, in tegenstelling tot de rest van Burgenland, dat aan Oostenrijk werd afgestaan.
Dat ging niet zonder slag of stoot. Bij het Vredesverdrag van Trianon werd in 1920 geheel Burgenland aan Oostenrijk toegewezen, wat op weerstand van Hongarije stuitte. De nieuwe grens werd ten slotte op de etnische (dat wil zeggen taal-)grens tussen Hongaren en Duitstalige Oostenrijkers gelegd, maar dat gaf vooral in Ödenburg-Sopron problemen. De stad was namelijk oorspronkelijk Duitstalig (nog in 1890 sprak 70% van de stadsbevolking die taal) maar was sterk verhongaarst door het verplichte Hongaarstalige onderwijs, de vestiging van enkele nationale instituten en de grote aantrekkingskracht als vestigingsplaats voor gefortuneerden en gepensioneerde ambtenaren. De Hongaarsgezinden eisten met succes een referendum, maar daar zou dan noodgedwongen ook de omgeving - vooral Duitstalige dorpen - aan mee moeten doen. De uitslag was in de stad 73%, in de dorpen 44% voor Hongarije. Een en ander was gepaard gegaan met militaire schermutselingen die de sfeer ook na de nieuwe grenstrekking bleven bederven. Duits spreken werd synoniem met landsverraderlijk gedrag. Veel Duitstaligen legden zich bij de nieuwe situatie neer en kozen ervoor om hun namen te verhongaarsen en in het publiek hun taal niet meer te gebruiken. Degenen die dat niet deden, zouden in de zomer van 1946 het land worden uitgewezen.
Sopron kwam na 1921 te liggen in het comitaat Győr-Moson-Sopron en is een "stad met comitaatsrecht". Tot 1950 was het de hoofdstad van het comitaat Sopron, dat in dat jaar werd opgeheven.
Sopron behoort tot de Hongaarse steden met een Romeins en een nog eerder verleden: destijds heette het Scarbantia. De stad is gesticht door de Kelten en is zeker 2300 jaar oud. Daarna kwamen de Romeinen en tijdens de Grote Volksverhuizing werd deze nederzetting verwoest. Het is de enige stad die geen schade leed tijdens de Turkse periode in de 16e eeuw. De stad kreeg haar huidige barokke aanzien na een brand die het middeleeuwse Sopron in 1676 in de as legde. Het bekendste gebouw is de Vuurtoren (tűztorony), het symbool van de stad, het zogenaamde Stornaház en het Fabricius-ház. Ook is hier het woonhuis van Franz Liszt te bezichtigen.
In 1989 speelde Sopron een belangrijke rol in de Europese geschiedenis. Het einde van het Oostblok werd ingeluid door Michail Gorbatsjov, die de communistische leiders in de Oostblokstaten weigerde nog langer te steunen. In 1989-1990 vielen de communistische regimes als dominostenen, de een na de ander. Hongarije opent in 1989 de grens door het doorknippen van het ijzeren gordijn nabij Sopron tijdens de Pan-Europese picknick.

## Toerisme
Sopron wordt door veel toeristen graag bezocht, ook al door het nabijgelegen Tómalom, de badplaats van Sopron.
Ook bekend is de omgeving van Sopron, zoals het moerasgebied Hanság, dat 18.000 ha groot is.
De wijnvelden van Sopron bieden goede en minder versneden Soproni-Cabernet-wijnen.
In de buurt van Sopron en tevens aan het Neusiedlermeer ligt een camping met een hotel. Aan de oever staan in rij rieten strandhutten, die ook als bungalows dienstdoen. Het Ödenburger Gebergte, een middelgebergte met toppen tot ongeveer 600 meter, ligt op korte afstand.
Sopron is een van de belangrijke plaatsen op de langeafstandswandelpad Sultans Trail van Wenen naar Istanboel.

## Afbeeldingen

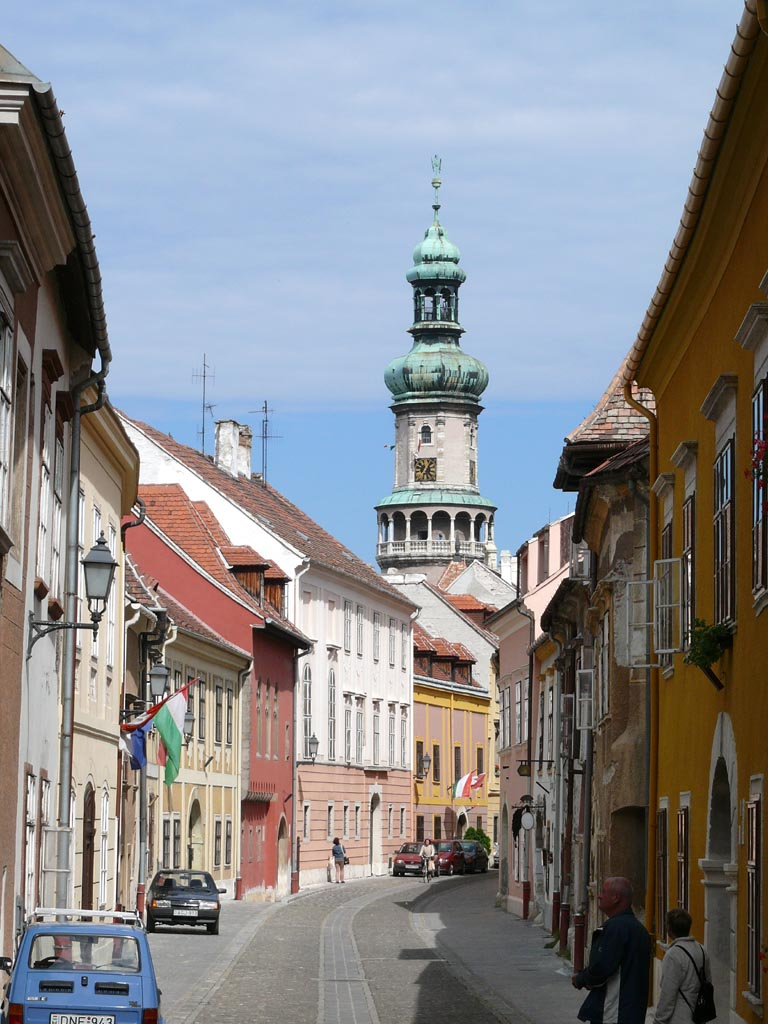
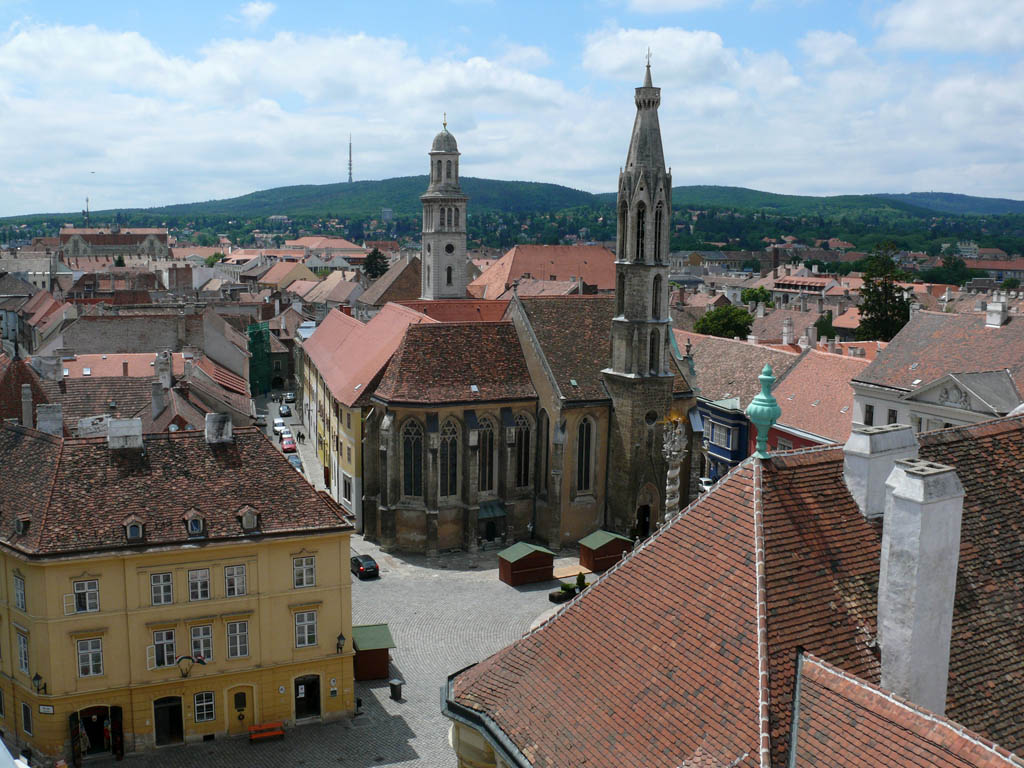
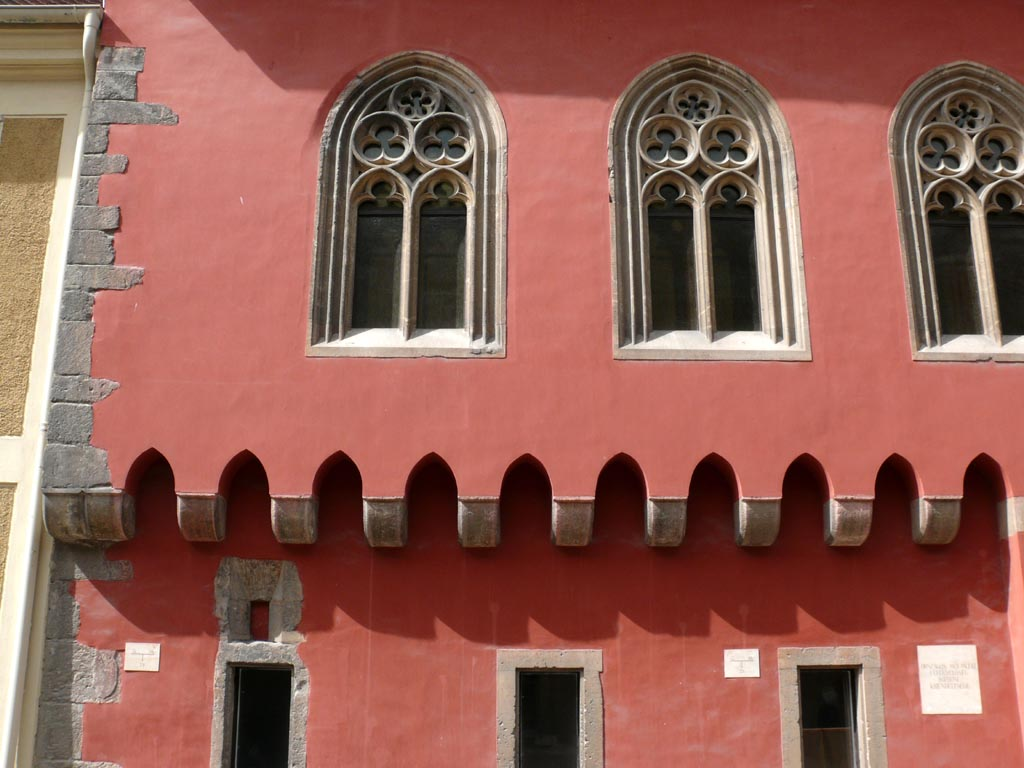

## Loop van de bevolking door de jaren heen
De stad Sopron heeft in de afgelopen 100 jaar een gestage bevolkingsgroei gekend en kent sinds 2013 meer dan 60.000 inwoners.
- 1910 - 33.932 inwoners
- 1941 - 42.255 inwoners
- 1960 - 41.981 inwoners
- 1970 - 47.952 inwoners
- 1980 - 54.836 inwoners
- 1990 - 55.083 inwoners
- 2001 - 56.175 inwoners
- 2011 - 59.459 inwoners
- 2015 - 61.780 inwoners
- 2020 - 63.065 inwoners

### Historische bevolkingssamenstelling
De stad Sopron heeft een bijzondere geschiedenis qua bevolkingssamenstelling. Volgens oude bronnen was het een Hongaarstalige stad waar in de 13e eeuw steeds meer Duitstaligen naartoe trokken. Aan het begin van de Ottomaanse bezetting van Hongarije was het een voornamelijk Duitstalige stad die daarna echter werd overspoeld door Hongaarstalige en Slavische vluchtelingen uit centraal Hongarije, Kroatië en Bosnië. Deze groepen werden echter opgenomen in de Duitse gemeenschap van de stad. De eerste moderne volkstelling van 1850 laat zien dat de Duitstaligen 97,1% van de bevolking vormden tegen 2,2% Hongaarstaligen. Als Hongarije in 1867 gelijkwaardig wordt aan het Oostenrijkse deel van het Habsburgse rijk begint een proces van magyarisatie (verhongaarsing). In 1890 laat de volkstelling zien dat het Duitstalige aandeel is teruggelopen tot 63,9% en de Hongaarstaligen al 29,8% van de bevolking vormen. In 1920 is de verhouding 48% Duitstalig en 48,7% Hongaarstalig. Dit is dan ook de reden dat de bevolking in een referendum tegen aansluiting bij Oostenrijk stemt en de stad als Sopron onderdeel blijft van Hongarije. Daarna verandert de stad snel in een Hongaarstalige stad. Het aandeel Duitstaligen loopt terug tot 30% in 1941 en na de Tweede Wereldoorlog loopt het nog sneller terug tot 3,6% Duitstaligen in 1949.

## Stedenbanden
- Eilat (Israël)
- Bozen (sinds 12 juli 1990) (Italië)
- Kempten (Duitsland)
- Wiener Neustadt (Oostenrijk)

## Geboren
- Johann Baptist Röschel (1652–1712), arts en luthers theoloog
- Georg Serpilius (1668-1728), luthers theoloog en Duitstalig dichter
- Otto Ferdinand von Abensperg und Traun (1677–1748), Oostenrijks veldmaarschalk
- Maciej Kamieński (1734–1823), werd opgeleid in Wenen en maakte carrière in Warschau, o.a. met 6 Poolse en 2 Duitse opera’s
- Ludwig August Ritter von Benedek (1804–1881), Oostenrijks generaal
- Heinrich von Angeli (1840–1925), Oostenrijks kunstschilder
- Bertalan Széchényi (1866-1943), voorzitter van het Magnatenhuis
- Kálmán Kánya (1869-1945), Hongaars minister van Buitenlandse Zaken
- Rudolf Burgmann (1874-1943), christelijk politicus in het Burgenländer Landsparlement en in het nationale parlement in Wenen
- Antal Lehár (1876-1962), legitimistisch politicus
- Imre Payer (1888–1956), voetballer en trainer
- Károly Pap (1897–1945), schrijver
- John Alton, geboren als Johann Altmann, (1901–1996), cameraman en Oscarwinnaar, werkzaam in de Verenigde Staten
- Illona Helen Wieselmann (1911–1963), toneelspeelster, maakte carrière in Denemarken
- Karl Schügerl (1927-2018), hoogleraar technische chemie aan de universiteit van Hannover
- Mihály Kubinszky (1927-2016), hoogleraar architectuur aan de universiteit van Sopron
- Géza Ankerl (1933), hoogleraar aan het MIT (Massachusetts Institute of Technology, Cambridge USA)
- István Hiller (1964), minister voor Godsdienstzaken
- Szilveszter Csollány (1970-2022), turner
- Terézia Mora(1971), schrijfster en vertaalster
- Gábor Babos (1974), voetballer
- Timea Babos (1993), tennisster